# Dekanat koszaliński
Dekanat koszaliński – jeden z siedmiu dekanatów eparchii wrocławsko-koszalińskiej, metropolii przemysko-warszawskiej, Kościoła greckokatolickiego w Polsce. Siedzibą dekanatu jest Szczecin, gdzie rezyduje dziekan – ks. Robert Rosa, mający pod swoją jurysdykcją 10 parafii.

## Parafie
Parafie położone w dekanacie koszalińskim:
Białogard – parafia św. Jerzego
- świątynia parafialna – nabożeństwa odprawiane w kościele rzymskokatolickim św. Jerzego

Ińsko – parafia Podwyższenia Krzyża Pańskiego
- świątynia parafialna –  nabożeństwa odprawiane w kościele rzymskokatolickim św. Józefa

Kołobrzeg – parafia Opieki Matki Bożej
- świątynia parafialna – cerkiew Opieki Matki Bożej

Koszalin – parafia Zaśnięcia Najświętszej Bogurodzicy
- świątynia parafialna – Sobór konkatedralny Zaśnięcia Najświętszej Bogurodzicy

Płoty – Parafia Przemienienia Pańskiego
- świątynia parafialna – nabożeństwa odprawiane w kościele rzymskokatolickim Przemienienia Pańskiego

Sławno – parafia Ofiarowania NMP
- świątynia parafialna  – nabożeństwa odprawiane w kościele rzymskokatolickim św. Antoniego

Stargard – parafia św. Jozafata Męczennika
- świątynia parafialna  – cerkiew św. Jozafata Męczennika

Szczecin parafia Opieki Matki Bożej
- świątynia parafialna – Cerkiew Opieki Matki Bożej

Świdwin – parafia św. Michała Archanioła
- świątynia parafialna – nabożeństwa w kościele rzymskokatolickim św. Michała Archanioła

Trzebiatów – parafia greckokatolicka Świętych Apostołów Piotra i Pawła
- świątynia parafialna – Kaplica św. Gertrudy w Trzebiatowie